# Miami Pop Festival (album)
Albums de The Jimi Hendrix Experience
People, Hell and Angels
(2013) Freedom: Atlanta Pop Festival
(2015)
Miami Pop Festival est un album live posthume du Jimi Hendrix Experience comportant leur concert du 18 mai 1968 au Pop and Underground Festival à Hallandale, en Floride. Il comprend huit chansons enregistrées lors de leur concert en soirée, ainsi que deux chansons supplémentaires issues du concert de l'après-midi.

## Description
L'album est sorti le 5 novembre 2013, en conjonction avec le film documentaire de Jimi Hendrix, Hear My Train A Comin'. Fire et Foxy Lady, enregistrés pendant le concert de l'après-midi, sont également sortis en single stéréo 45 tours. L'album atteint la 39e place du palmarès américain Billboard 200 et la 120e place du classement belge (Wallonie).

## Accueil
Dans une critique pour AllMusic, Mark Demming attribue à l'album une note de trois étoiles et demie sur cinq, notant que « l'enregistrement est propre et plein de détails... et l'Experience sonne plutôt bien... mais il ne propose pas beaucoup un nouvel éclairage sur sa musique ou son style de performance, ce qui en fait un bon mais pas un grand album live. »

## Liste des titres
Toutes les chansons sont écrites et composées par Jimi Hendrix, except where noted.
| 1.    | Introduction                          | 1:53  |
| 2.    | Hey Joe (Billy Roberts)               | 6:22  |
| 3.    | Foxy Lady                             | 4:32  |
| 4.    | Tax Free (Bo Hansson, Janne Karlsson) | 8:20  |
| 5.    | Fire                                  | 2:47  |
| 6.    | Hear My Train A Comin'                | 7:41  |
| 7.    | I Don't Live Today                    | 4:49  |
| 8.    | Red House                             | 12:06 |
| 9.    | Purple Haze                           | 4:18  |
| 10.   | Fire (afternoon show)                 | 3:07  |
| 11.   | Foxey Lady (afternoon show)           | 4:55  |
| 60:50 |                                       |       |

## Personnel
- Jimi Hendrix — chant, guitare
- Noel Redding — basse, chœurs
- Mitch Mitchell — batterie